# Elias Álvares Lobo
Elias Álvares Lobo (Itu, 9 de agosto de 1834 — São Paulo, 15 de dezembro de 1901) foi um professor, maestro e compositor erudito brasileiro.
É o patrono da cadeira de número 14 da Academia Brasileira de Música.

## Biografia
Desde de terna idade, revelou vocação para música. Quando menino, recebeu atenção do padre Diogo Antônio Feijó, ex-regente do Império e amigo de sua família. Crescendo em um lar cristão e presente às solenidades litúrgicas, o jovem Elias acompanhava, com atenção, os acordes do coro e do órgão. Logo, aos 16 anos, vieram as primeiras composições para ladainhas, rezas e procissões, ao lado de peças para piano e marchas, dobrados e valsas para orquestra e banda de música.
Aos 22 anos elaborou uma composição para ser cantada durante a missa, seguida de mais oito. Em 1858 compôs a grande Missa de São Pedro de Alcântara, cantada em Itu e na capela imperial do Rio de Janeiro, oferecida ao Imperador Dom Pedro II.
Entre suas músicas sacras que alcançaram maior prestígio estão As Sete Palavras para a Semana Santa; Oratória de Nossa Senhora do Carmo; Oratória do Natal; Matinas do Santíssimo Sacramento e Matinas do Espírito Santo.
Foi autor da ópera A Noite de São João, com libreto de José de Alencar, a primeira ópera escrita em português e estreada no Brasil. Também foi autor de numerosas peças sacras e música de câmara, além de professor de música, havendo lecionado nas cidades de São Paulo, Itatiba e Campinas. Entre os anos de 1876 e 1878, foi Mestre de capela da Schola Cantorum Sancta Cæcilia, de Itatiba, para onde foi levado pelo também ituano Padre Francisco de Paula Lima.
Muitos de seus trabalhos musicais perderam-se e alguns foram restaurados apenas recentemente, entre esses o Oratório de Nossa Senhora da Conceição, recuperada pelo maestro Marcos Júlio Sergl, com a sua primeira execução pública em 2004.
Casou-se em primeiras núpcias com Elisa Euphrosina da Costa, falecida em 1883 em Campinas e, em segundas núpcias, com Isabel de Arruda, falecida em 2 de janeiro de 1941.